# رودخانه سم
رودخانه سم رودخانه‌ای است که در ناحیه پیکاردی، در شمال فرانسه،قرار دارد. نام سم از یک کلمه سلتی به معنای آرامش و آسودگی گرفته شده است.